# Saint-Étienne-sous-Barbuise
Saint-Étienne-sous-Barbuise ist eine französische Gemeinde mit 175 Einwohnern (Stand 1. Januar 2022) im Département Aube in der Region Grand Est; sie gehört zum Arrondissement Troyes und zum Kanton Arcis-sur-Aube.

## Geografie
Die ländliche Gemeinde liegt auf halber Strecke zwischen Paris und Nancy nahe der Autoroute A26. 

## Bevölkerungsentwicklung
| Jahr      | 1962 | 1968 | 1975 | 1982 | 1990 | 1999 | 2008 | 2016 |
| Einwohner | 129  | 154  | 144  | 147  | 117  | 118  | 130  | 161  |

## Sehenswürdigkeiten
- Kirche Saint-Ètienne aus dem 12. Jahrhundert, mit einem Buntglasfenster aus dem 16. Jahrhundert (Monument historique)